# Мілос (аеропорт)
Міжнародний аеропорт острів Мілос (грец. Κρατικός Αεροδρόμιο Μήλου) (IATA: MLO, ICAO: LGML) — аеропорт на острові Мілос, Греція. Аеропорт було відкрито 17 січня 1973. У жовтні 1995, було відкрито новий термінал. 

## Авіакомпанії та напрямки
| Авіакомпанія         | Пункт призначення  |
| -------------------- | ------------------ |
| Astra Airlines       | Сезонний: Салоніки |
| Olympic Air          | Сезонний:Афіни     |
| Sky Express (Greece) | Афіни (PSO)        |

## Ресурси Інтернету
- http://www.hcaa.gr/en/our-airports/kratikos-aerolimenas-mhloy-kaml [Архівовано 5 липня 2019 у Wayback Machine.] Hellenic Civil Aviation Authority - Milos Airport
- https://archive.today/20130217163434/http://www.alxd.gr/AirportGuide/milos/milosE.html Alexandroupolis Airport - Greek Airport Guide